# Capitulación de Pedralbes

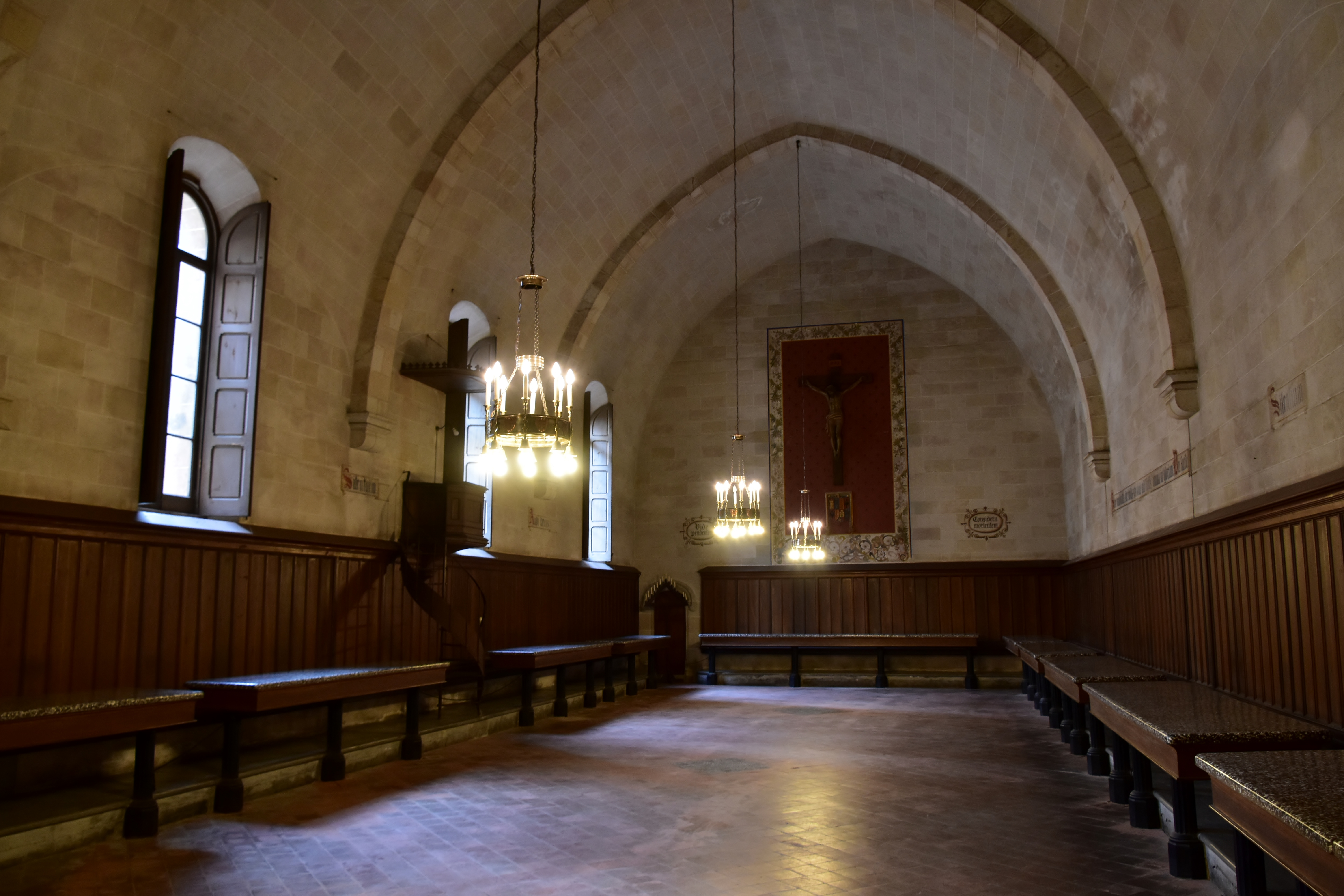
Refectorio del Monasterio de Pedralbes.

La Capitulación de Pedralbes firmada el 24 de octubre de 1472 puso fin a la guerra civil catalana ya que según los términos de la misma no solo se rendía Barcelona, tras el duro sitio al que había sido sometida por el ejército del rey Juan II de Aragón, sino todo el Principado de Cataluña, que se había rebelado contra su soberano en 1462. El tratado era un acuerdo entre el rey y sus súbditos por lo que adoptó la forma de capitulación y cada cláusula acababa con la expresión «Plau al senyor rei» (‘Place al señor rey’).

## Antecedentes
La forma tan generosa como trató Juan II a las poblaciones que iban cayendo en su poder desde finales de 1471 ―«perdón general de los crímenes cometidos, incluso los de lesa majestad; confirmación de los privilegios anteriores a la guerra; promesa de restituir los bienes; exención de pago de censos y tributos por un tiempo prudencial con el fin de rehacerse de las penalidades sufridas; libertad de prisioneros y rehenes»― animó a otras localidades hasta entonces fieles a las instituciones catalanas «rebeldes» a rendirse al bando realista ―«esta prudente política hizo más por la causa del rey que cuatro ejércitos bien adiestrados», comenta Vicens Vives―. Así fueron entregándose Sarriá (24 de abril), Badalona (11 de mayo), Vich (14 de junio), Manresa (17 de junio), La Roca del Vallés, Santa Margarita de Montbuy y Canovellas (24 de junio), entre otras. Sin embargo Barcelona, sitiada por mar y por tierra, continuó resistiendo, a pesar de las duras condiciones económicas en que vivían sus habitantes y de las crecientes disputas internas, a la espera de la hipotética ayuda desde Provenza de Renato de Anjou, proclamado soberano del Principado de Cataluña en 1466 por las instituciones catalanas rebeldes a Juan II y que había nombrado como su lugarteniente a Juan de Calabria, hijo natural de Juan de Anjou muerto en 1470, o del rey Luis XI de Francia.
La situación en Barcelona se volvió desesperada a finales de septiembre cuando llegó la noticia de que el duque de Milán había suspendido el envío desde Génova de barcos cargados de provisiones. En ese momento, con una Barcelona sometida al racionamiento y que sólo tenía víveres para una semana, las autoridades de la ciudad decidieron confiar en la magnanimidad de Juan II y el 8 de octubre el Consejo de Ciento aprobó el reconocimiento de la autoridad de Juan II, lo que aceleró las negociaciones que se estaban manteniendo desde principios de mes.
El 16 de octubre se llegó al acuerdo y los generosos términos de la rendición fueron recogidos en la Capitulación de Pedralbes. Se ponía fin así a la guerra civil catalana. Al día siguiente, 17 de octubre, Juan II entraba en Barcelona siendo recibido, según Jaume Vicens Vives, con «verdadero alborozo» por los barceloneses, los mismos que diez años antes se habían levantado contra él. Los festejos por el fin de la guerra se prolongaron durante los dos días siguientes, «olvidando por unas horas, la riqueza perdida, la industria arruinada, las víctimas sacrificadas, los odios creados…», concluye Vicens Vives.

## La capitulación
En la capitulación se daba un plazo de un mes para adherirse a ella y uno de quince días para que los castillos y fortalezas que todavía eran fieles a Renato de Anjou (en aquel momento Sitges, Saint-Marsal, La Roca, Papiol, Gallifa, Rosanes, Ciuró, Clariana, Balsareny, Montmagastre y Mujal) se pusieran bajo la obediencia de Juan II ―a la plaza de Mahón en Menorca se le daban tres meses debido a su lejanía―.
En la capitulación no consta ningún perdón del rey a sus súbditos porque fue concebido como un tratado de paz sin vencedores ni vencidos. Así el rey aceptó que sus adversarios durante la guerra habían actuado «pel seu bon amor e fidelitat» (‘por su buen amor y fidelidad’) pues habían obrado «per conservació de la progenie i posteritat» (‘ por la conservación de la progenie y posteridad’) del príncipe Carlos de Viana y «los dits actes no són stats perjudicials e derogants en alguna manera la fidelitat, ans los poblats de la dita ciutat [Barcelona] e Principat són stats bons, leyals e feels e per tals los ha e reputa Sa Magestat e li plàcia encara fer-ho així publicar ab veu de pública crida per tots los regnes… així deçà com dellà mar» (‘los dichos actos no han sido perjudiciales y derogatorios de alguna manera de la fidelidad, sino que por el contrario los pobladores de la dicha ciudad y Principado han sido buenos, leales y fieles y como tales los ha y reputa Su Magestad y le place todavía más hacerlo publicar con voz de público llamamiento por todos los reinos… de esta parte como de más allá del mar’).
Como ha señalado Jaume Vicens Vives, Juan II «restituyó a los catalanes el calificativo de fieles a la monarquía, les otorgó perdón general por cuanto habían realizado durante el tiempo de la guerra y, accediendo a las instancias de Barcelona, declaró caducada toda gestión policíaca y criminal que pudiera realizarse en virtud de los hechos pasados, incluso tratándose de crímenes de lesa majestad. En una palabra, como bien escribe Calmette, no hubo represión ni depuraciones». Además a los jefes militares que habían servido en el ejército de la Generalitat se les trató con clemencia ―solo tuvieron que prestar vasallaje al rey, acto que realizaron el 7 de noviembre― , con la única excepción del conde de Pallars Hugo Roger III de Pallars Sobirá, porque había incumplido su palabra de que no volvería a tomar las armas contra Juan II cuando tras haber sido hecho prisionero en la batalla de Calaf fue liberado con esa condición.
Así pues, según lo establecido en la capitulación no se había producido ninguna rebelión por lo que su propósito era volver a la situación anterior a la guerra civil ―más concretamente al momento anterior a la muerte de Carlos de Viana―, aunque con la importante salvedad de la Capitulación de Vilafranca que en el capítulo 12 quedaba revocada, anulada y tenida por no hecha. Así el 22 de octubre Juan II juró las constituciones, privilegios y libertades del Principado.
En cuanto al cambio de obediencia del Principado de Cataluña de Renato de Anjou a Juan II se resolvió de una forma muy simple. Se le dieron garantías a Juan de Calabria, lugarteniente en Cataluña de su abuelo Renato de Anjou, para que él y su séquito pudieran abandonar el Principado, añadiendo a continuación que todos aquellos que no quisieran obedecer a Juan II podrían también marcharse dándoles un año de plazo para que pudieran vender todos sus bienes muebles e inmuebles. En cuanto a la existencia de dos Diputaciones del General, una realista con sede en Tarragona y la otra «rebelde» con sede en Barcelona, se tomó la decisión salomónica de fusionarlas aunque esto no tenía demasiada importancia ya que faltaban pocos meses para que se cumplieran los tres años de mandato y entonces la Diputació del General volvería a estar integrada por tres diputados y tres oidores.
Establecido lo anterior, la capitulación se ocupaba ―y a ello dedicaba la mayor parte de su contenido― de la restitución de los bienes confiscados y de aquellos que habían cambiado de manos durante la guerra para que fueran devueltos a sus dueños anteriores. Así ocurrió con la restitución de los bienes del municipio de Barcelona y con la Generalitat, instituciones a las que por otro lado también les fueron reconocidos los impuestos y las emisiones de censales realizadas durante la contienda. Sin embargo, llevar la restitución a la práctica era una tarea complicada porque habían pasado diez años y el valor de los bienes podría haber cambiado y además quedaba en el aire si se tendría que retornar también a los antiguos dueños las rentas obtenidas por los nuevos propietarios durante la guerra. Como ha destacado Santiago Sobrequés, «ya se puede comprender fácilmente que el asunto de las restituciones habría de ser el más arduo de la posguerra, que se arrastraría durante años y que ya no correspondería a Juan II ver la solución. Ni le correspondería ni difícilmente le habría podido corresponder con garantías suficientes de imparcialidad. Porque una cosa era por su parte perdonar a los enemigos, mejor dicho, declarar que no había habido enemigos, y otra perjudicar a los amigos, aquellos a los cuales Juan II debía la conservación de la corona sobre su cabeza». Así pues, concluye Santiago Sobrequés, «la capitulación de Pedralbes padecía el defecto fundamental de no adecuarse con la realidad. Establecía que no había habido vencedores ni vencidos, pero la realidad es que había habido. No unos vencedores integrales, es cierto, sino unos vencedores que habían tenido que hacer concesiones a los vencidos, pero que nunca aceptarían una absoluta igualdad de trato con ellos. (…) Mientras los vencedores no fueran indemnizados de lo que ellos sostenían haber perdido defendiendo la causa de los Trastámara, no habría restitución de bienes. (…) Por eso el asunto de la restitución se arrastraría año tras año y sería el principal obstáculo que se opondría a la pacificación de los espíritus y a la liquidación de la guerra civil».
Como ha señalado Carme Batlle, «los nobles vencedores esperaban su recompensa, pero el país estaba arruinado, desorganizado y además amputado por hallarse los condados de Rosellón y la Cerdaña en poder de Francia». Por su parte Jaume Vicens Vives afirma que la restitución general de bienes era un problema «tan vidrioso, imponía tales sacrificios a quienes acababan de triunfar con el monarca, que Juan II no se decidió a resolverlo ni en Pedralbes ni durante el resto de su existencia. Legado de la guerra civil, fue arrastrándose penosamente durante diez años, hasta su resolución por Fernando el Católico en las Cortes de Barcelona de 1481.

## Consecuencias
Nada más entrar en Barcelona Juan II ordenó a su ejército que se dirigiera al Ampurdán para desde allí intentar recuperar los condados de Rosellón y de Cerdaña que estaban en poder de Luis XI de Francia. Inmediatamente después convocó a las Cortes de Cataluña para que, además de afrontar los graves problemas económicos de Cataluña tras diez años de guerra civil, aportaran los recursos necesarios para la campaña del Rosellón. En la convocatoria se había establecido que la inauguración de las Cortes tendría lugar en Barcelona el 15 de enero de 1473, pero se tuvo que retrasar porque el rey Juan II acudió en ayuda de Perpiñán que se había sublevado contra Luis XI. A finales de enero franqueó los Pirineos y el 1 de febrero hacía su entrada en Perpiñán, mientras la guarnición francesa se refugiaba en la ciudadela de la villa. El resto de localidades rosellonesas siguieron el ejemplo de la capital, por lo que solo quedaron en manos de Luis XI, además de la ciudadela perpiñanesa, los castillos de Salses, Colliure y Bellaguarda.
Juan II decidió entonces trasladar las Cortes a Perpiñán y la inauguración definitiva tuvo lugar en esa ciudad, pero a causa del asedio de las tropas francesas al mando de Felipe II de Saboya, señor de Bresse, iniciado el 21 de abril, tuvieron que trasladarse nuevamente a Barcelona. El 19 de junio los sitiadores intentaron el asalto de la ciudad pero fracasaron y cinco días después levantaban el cerco ante la inminente llegada de un ejército de socorro al mando del príncipe Fernando que se había desplazado desde Castilla nada más conocer la angustiosa situación de su padre sitiado en Perpiñán. El 14 de julio se firmaba una tregua de dos meses y medio entre Felipe de Saboya y Juan Ramón Folch III de Cardona, conde de Prades, en nombre de Juan II, quien como no se fiaba del Luis XI decidió permanecer en Perpiñán, mientras su hijo Fernando regresaba a Castilla. Y en efecto el rey aragonés no se equivocaba porque Luis XI envió un ejército de refuerzo al mando de Louis de Crussol que junto con el de Felipe de Saboya intentaron tomar Argelés, el puerto de abastecimiento de Perpiñán, pero fueron rechazados por un ejército de Juan II al mando de Beltrán de Armendáriz en Palau-del-Vidre. Como consecuencia de este revés se puso fin a las hostilidades con la firma del Tratado de Perpiñán el 17 de septiembre de 1473 que restableció en gran medida los términos acordados en el Tratado de Bayona de 1462 ―se reconocía la soberanía de Juan II sobre los condados pero este no podría ejercer su autoridad sobre ellos hasta que no satisficiera el pago a Luis XI de 300.000 escudos por la ayuda militar que le había prestado en los inicios de la guerra civil catalana, especialmente en la liberación del asedio de la Força Vella de Gerona―.
Tras la firma del tratado de Perpiñán las Cortes reanudaron sus sesiones el 21 de octubre en Barcelona. El 9 de mayo de 1474 fue cuando se aprobó un fondo de 350.000 libras para la defensa de los condados de Rosellón y de Cerdaña. La temida invasión francesa se inició el 1 de noviembre y un mes después las tropas de Luis XI tomaban Elna y sometían a un nuevo asedio la ciudad de Perpiñán. Esta se rindió el 14 de marzo de 1475. Juan II, falto de recursos no pudo recuperar los condados de Rosellón y Cerdaña. Tuvo que ser su hijo Fernando II el Católico el que lo consiguiera mucho tiempo después, en 1493.
También fue el rey Fernando II quien resolvió definitivamente el asunto de las restituciones. El primer paso fue ordenar la restitución de los bienes del patrimonio regio en septiembre de 1479 y luego convocar las Cortes para que abordaran el tema. Estas se reunieron en Barcelona a partir del 4 de noviembre de 1480 y además de aprobar la constitución Poch valdria (‘Poco valdría’), más conocida como la «Constitución de la Observancia», en la que se reafirmó el pactismo como sistema de gobierno para Cataluña que perduraría hasta el Decreto de Nueva Planta de Cataluña de 1714, las Cortes consiguieron alcanzar un acuerdo en el que se basó la Sentencia del 5 de noviembre de 1481 ―según la fórmula “que es compli’’ (‘que se cumpla’) en la que se liquidaba la cuestión de las restituciones. En ella, a diferencia de la Capitulación de Pedralbes, se aceptó que había habido vencedores y vencidos en la guerra y que unos y otros debían renunciar a conseguir todo lo que pretendían para beneficiarse de una parte. Para hacerla efectiva las Cortes habían votado un crédito de 100.000 libras con el que el rey podría indemnizar por las pérdidas que sufrieran los que habían combatido junto a Juan II por restituir los bienes inmuebles que hubieran obtenido como consecuencia de la guerra. En cuanto a las rentas de los censales tanto ‘’afectos’’ como ‘’desafectos’’ a Juan II tendrían que pagarlas, pero con unas diferencias que pudieran contentar a los primeros sin perjudicar demasiado a los segundos. De esta forma, como ha destacado Santiago Sobrequés i Vidal, se «ponía fin al más grave de los problemas originados por la guerra. Los bienes inmuebles, con sus derechos anexos, fueron, pues, retornados casi en su totalidad a sus poseedores de 1461, fueren ‘’adictos’’ de la primera o de la última hora. Y las rentas dinerarias fueron cobradas en el peor de los casos en el 60 por 100 de su importe, pero corrientemente en el 70 o el 80 por 100. (…) Todo el mundo tuvo que perder, pues, algo (es cierto que unos más que otros, pero eso era inevitable), y era justo que todo el mundo perdiera porque de hecho era el país entero el que había perdido la guerra. La Sentencia era un conjunto de concesiones mutuas (de otra forma las Cortes no la habría aprobado nunca); en síntesis, un triunfo del espíritu pactista y también del constitucionalismo de los catalanes».

## Valoración
Jerónimo Zurita en el siglo XVI ya destacó que no tenía precedentes. «Fue tan señalado el hecho en sí, que sobrepujó todas las victorias pasadas en recibir el vencedor ley del vencido y no usar ningún género de rigor», escribió.
Por su parte Jaume Vicens Vives, a mediados del siglo XX, valoró así la capitulación: «No menoscabemos en un ápice la grandeza de Juan II en este momento, atribuyéndola más a fríos cálculos de Estado que a consideraciones humanitarias; tanto más cuanto muchos en su caso habrían decidido saborear el placer de la venganza». A continuación susbrayó que a excepción de la Concordia de Vilafranca «quedó a salvo todo el aparato pactista del régimen interno de Cataluña».
También Carme Batlle ha destacado la magnanimidad de Juan II que admitió leyes de los vencidos, «aceptó la continuación del sistema pactista anterior al conflicto, y se comprometió a no ejercer represalias, excepto en el caso del conde Hug Roger III de Pallars Sobirà, responsable del ejército de la Generalitat durante la guerra. Establecía libertad para todos los prisioneros, la anulación de las sentencias derivadas de la contienda, el reconocimiento de la legalidad de los impuestos y censales establecidos por el Consell del Principado, la Generalitat y el Consell de Cent, etc.». Carme Batlle concluye: «como se ve en este texto, la victoria del viejo rey no era el triunfo de la monarquía aliada del sindicato popular de Barcelona [la Busca] y de los campesinos de remensa contra el pactismo de la poderosa oligarquía. Durante el largo conflicto se acabaron desdibujando los dos frentes que se habían manifestado desde mucho antes y se llegó a perder la base ideológica».
En cuanto a la cuestión de las restituciones de los bienes confiscados por ambos bandos y la cuestión remensa Juan II no las quiso abordar, según Carme Batlle, en el primer caso para no perjudicar a los que habían luchado a su lado durante la guerra; en el segundo porque no solo los remensas le habían apoyado sino también muchos de sus señores ―se limitó a recompensar al caudillo remensa Francesc Verntallat y no intervino cuando estalló el conflicto entre la Mitra de Gerona y sus campesinos remensas―.